# Sir Lyngbjerg
Sir Lyngbjerg är  kullar i Danmark.   De ligger i Holstebro kommun i Region Mittjylland, i den västra delen av landet, 260 km väster om Köpenhamn. Toppen på Sir Lyngbjerg är 69 meter över havet.
Närmaste större samhälle är Holstebro, 7 km sydost om Sir Lyngbjerg. Trakten runt Sir Lyngbjerg består till största delen av jordbruksmark.